# Восточный воронок
Восто́чный вороно́к (лат. Delichon dasypus) — вид птиц семейства ласточковых. Выделяют три подвида.

## Описание
Длина тела составляет 12 см. Оперение верхней части тела тёмного, чёрно-синеватого цвета. Вид отличается от гнездящейся также в Центральной Европе городской ласточки серой окраской горла и бурой окраской нижней стороны крыльев. У непальского воронка, напротив, горло чёрное, а конец хвоста прямой.

## Распространение
Восточный воронок распространён в Азии.

## Образ жизни
Восточный воронок гнездится колониями на стенах скал, иногда также на стенах больших строений, как например, храмы или мосты. Гнездо представляет собой полусферу, слепленную из кусочков глины и влажных кусочков земли. В кладке от 3-х до 4-х яиц. Очень часто бывает две кладки в год. Это насекомоядная птица, которая захватывает свою добычу в полёте.

## Подвиды
Выделяют три подвида:
- D. d. dasypus (Bonaparte, 1850) проживает на юго-востоке России, а также в Японии;
- D. d. cashmeriense (Gould, 1858) в Гималаях,
- D. d. nigrimentale (E. Hartert, 1910) распространён в Южном Китае.

Номинативная форма зимует на юго-востоке Азии, хотя некоторые особи держатся в зимний период вблизи горячих источников. Подвид D. d. cashmeriense оседлый, зимой спускается ниже. Регион зимовки D. d. nigrimentale неизвестен.